# 芫花
芫花（学名：Daphne genkwa）为瑞香科瑞香属下的一个种，乃一傳統中藥。

## 外部連結
- 芫花 （页面存档备份，存于） 藥用植物圖像資料庫 (香港浸會大學中醫藥學院) （中文）（英文）
- 芫花 中藥材圖像數據庫  (香港浸會大學中醫藥學院) （中文）（英文）
- 新二萜芫花酯甲 Yuanhuacine （页面存档备份，存于） 中草藥化學圖像數據庫 (香港浸會大學中醫藥學院) （中文）（英文）

## 延伸阅读
[在维基数据编辑]
 《欽定古今圖書集成·博物彙編·草木典·芫花部》，出自陈梦雷《古今圖書集成》
 《植物名實圖考·芫花》，出自吳其濬《植物名實圖考》
- 維基物種上的相關：芫花